# V. Tóth Mihály
V. Tóth Mihály (Kiskunfélegyháza, 1951. március 20. –) labdarúgó, hátvéd.

## Pályafutása
A Kiskunfélegyházi Vasutas nevelése. 1970-től 1974 nyaráig a Szegedi VSE játékosa volt. Az 1974–75-ös idényben az MTK labdarúgója volt. Az élvonalban 1974. szeptember 7-én mutatkozott be a Tatabányai Bányász ellen, ahol csapata 2–0-s vereséget szenvedett. 1975 és 1978 között a SZEOL AK labdarúgója volt. Egyik emlékezetes mérkőzése volt 1977. december 17-én a későbbi bajnok Újpesti Dózsa ellen, amikor kiváló játékával járult hozzá a 6–2-es győzelemhez. Az élvonalban 75 mérkőzésen szerepelt és egy gólt szerzett.
1974-ben a szegedi József Attila Tudományegyetem kémia-fizika szakán diplomázott. Még aktív játékosként a Szegedi Orvostudományi Egyetem Orvosi Vegytani Intézetében kutatóként tevékenykedett.